# سنديان هنكلي
سنديان هنلكي (الاسم العلمي: Quercus hinckleyi)، نوع نبات من جنس السنديان وفصيلة الزانية. هو نوع نادر في مجموعة البلوط الأبيض (Quercus Section Quercus). لديه نطاق محدود في صحراء شيواوية في جنوب غرب الولايات المتحدة وشمال المكسيك (شِيواو وكواويلا). في الولايات المتحدة، يحدث في مقاطعتين فقط في جنوب غرب ولاية تكساس ويُصنف فيدراليًا كأنوع مهددة.